# Page (yrke)

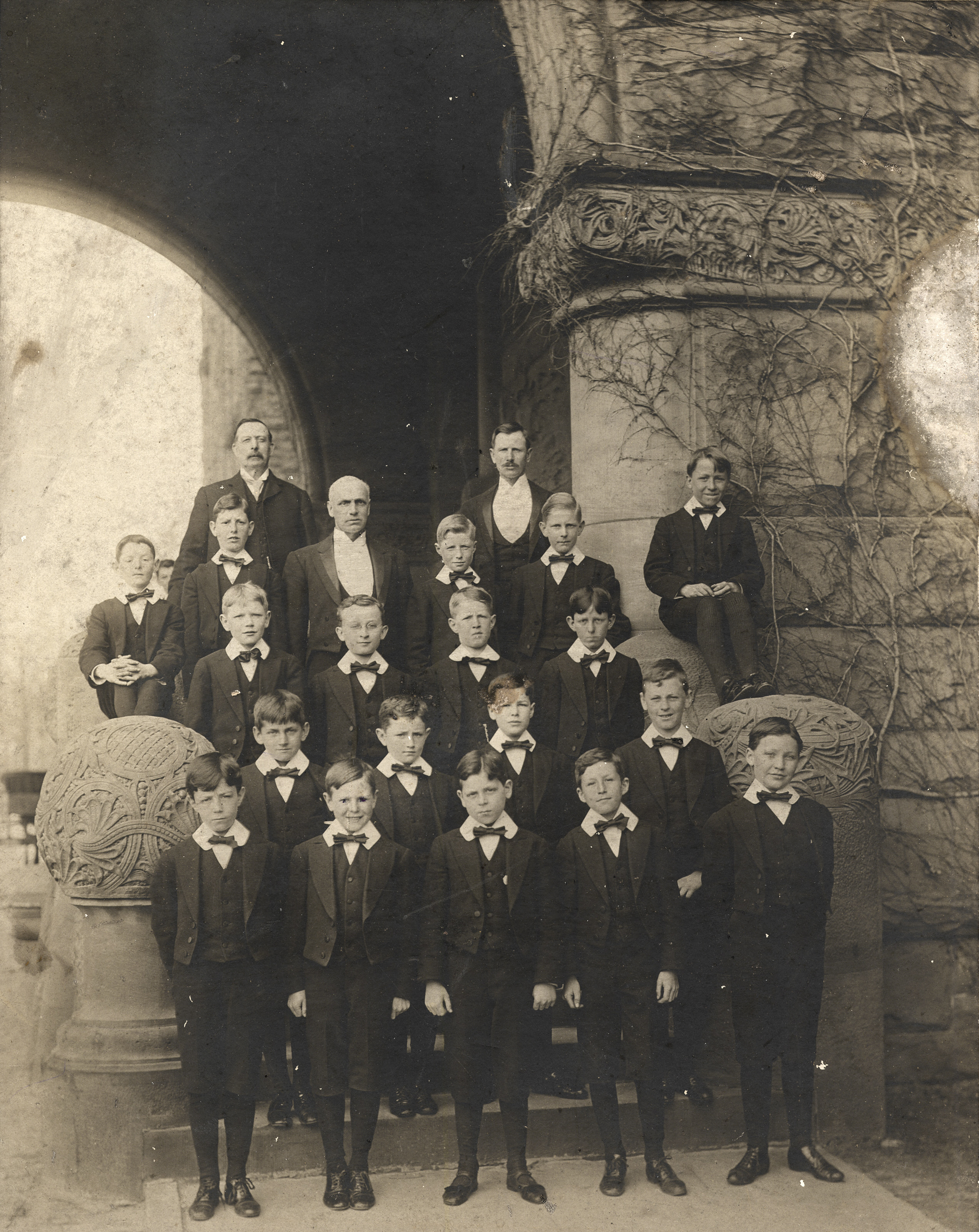
Pagepojkar uppställda vid Ontarios lagstiftande församling i Toronto, cirka 1893.

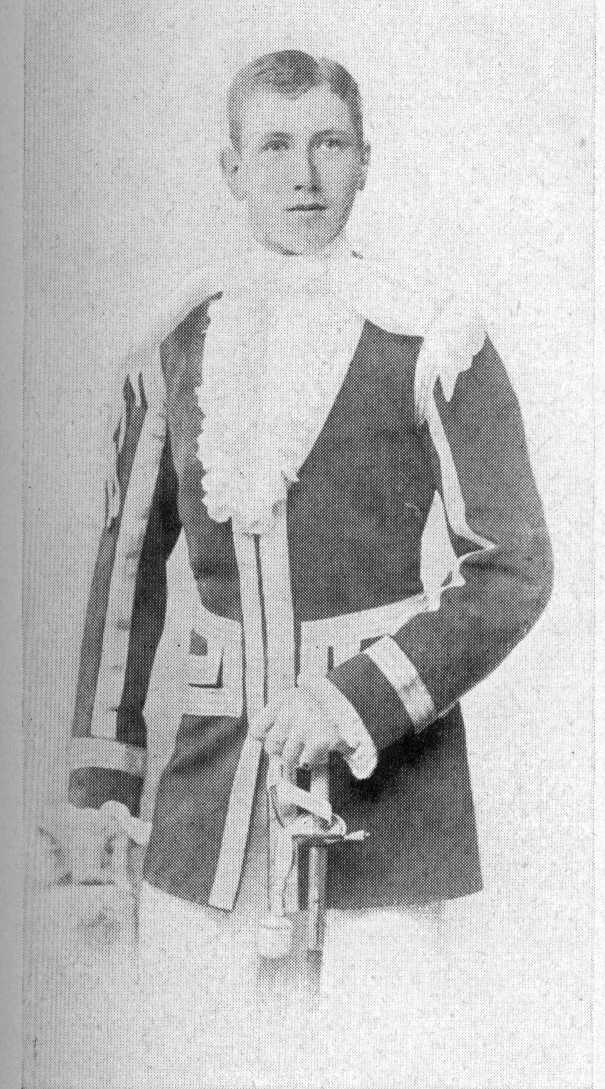
Page vid det kejserliga hovet i Berlin år 1897.

En page (i Sverige även "hovsven" eller "småsven") är en yngre manlig tjänare vid ett furstligt eller adligt hov och numera även vid vissa parlament. Ordet är franskt och kommer möjligtvis från grekiskas paidion 'ung slav', av pais 'barn', eller av medeltidslatinets pagicus, av latinet pagus 'landsbygd', 'by'.

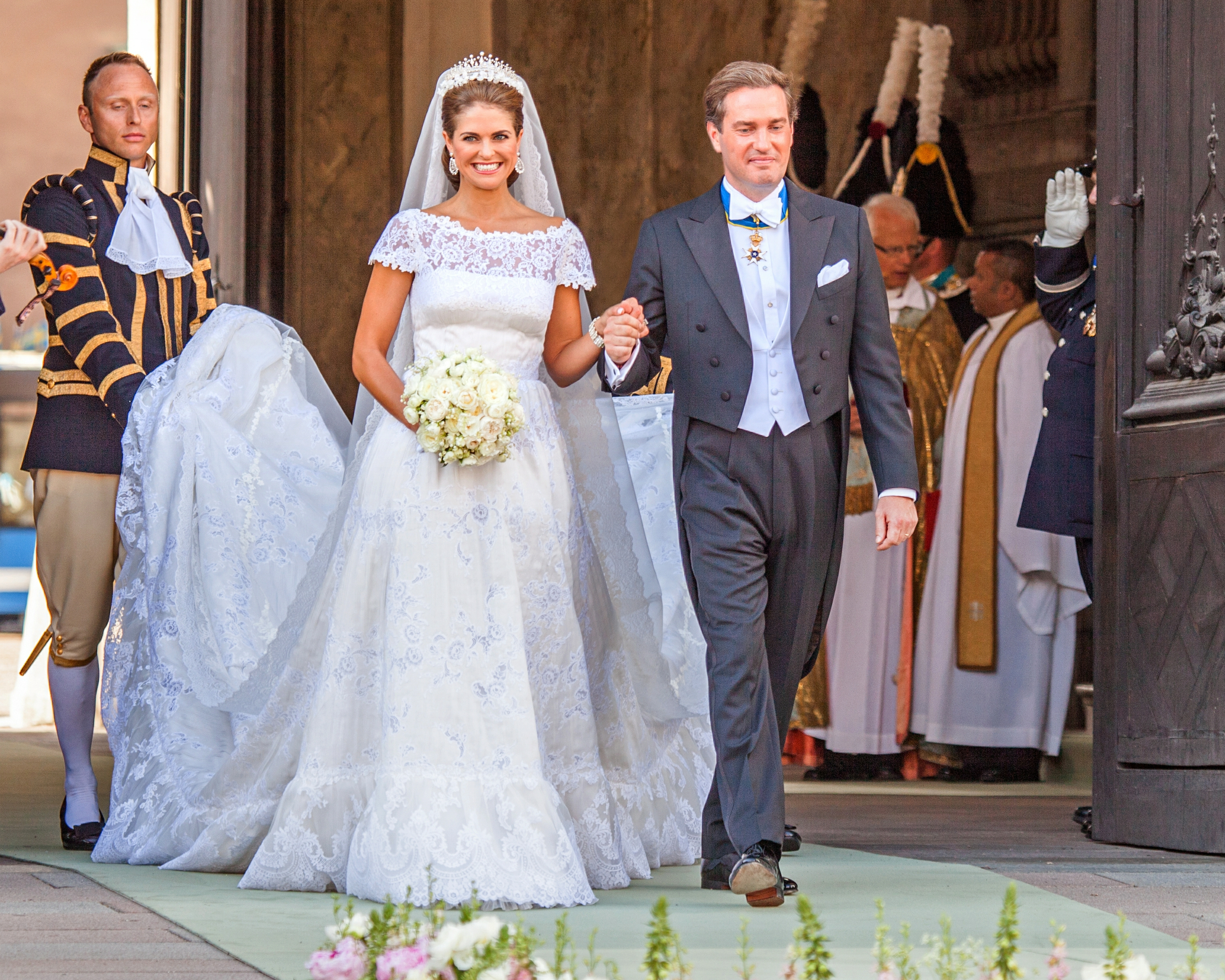
En page (längst till vänster) bär prinsessan Madeleines släp under hennes bröllop år 2013.

Pager omtalas redan under forntiden vid den persiske storkungens hov, och Karl den store hade i sin hovskola en mängd adelspojkar. Under 1300-talet börjar page användas som beteckning för en yngling som vid ett furstehov undervisas i hovskick och ridderliga idrotter.
Inom det medeltida riddarväsendet motsvarade pagen skråväsendets lärling. Det var det vanligt att unga adelsmän flyttade hemifrån för att tjäna som pager som ett led i utbildningen att bli riddare. Pagen började ofta vid 7 års ålder och kunde vid 14–15 avancera till väpnare.
Den medeltida pagen försvann när riddarväsendet upphörde, men pager fortsatte att finnas vid många kungliga hov. Under 1700-talet fanns olika kategorier av pager vid det svenska hovet: jaktpager i grönt livré som tjänstgjorde i hovjägeristaten, bordspager som uppvaktade vid bordet, ridpager som uppvaktade vid ritter, stallpager som tjänstgjorde i hovstallet, och kammarpager som tjänstgjorde i gemaken.
Fram till 1917–18 fanns särskilda pagekårer vid hoven i Sankt Petersburg och München. I Sverige levde traditionen kvar i form av att två kadetter vid krigshögskolan årligen utsågs till kammarpager åt kungen och drottningen, och i den egenskapen åtnjöt ett särskilt beklädnadsbidrag.
Idag tjänstgör kammarpager vid ceremoniella tillfällen, till exempel vid statsbesök, bröllop och högtidliga audienser. Kammarpagerna bär mörkblå jacka med guldgaloner och halskrås, och knäbyxor. De hämtas från Försvarsmakten.